# Crotalaria rotundifolia
Crotalaria rotundifolia är en ärtväxtart som beskrevs av Johann Friedrich Gmelin. Crotalaria rotundifolia ingår i släktet sunnhampor, och familjen ärtväxter. IUCN kategoriserar arten globalt som livskraftig.

## Underarter
Arten delas in i följande underarter:
- C. r. rotundifolia
- C. r. vulgaris